# Памучар
Памучар или халач је занатско занимање које се бавило пуцањем памука и налагањем јоргана, душека и дебелих антерија, посебно зимских, сличних данашњим оделима за зимске спортове. 

## О настанку
Халачи (памучари или памукџије) су име добили од арапске речи halač која означава пуцара, дрндара, тј. занатлију који се бави пуцањем памука и вуне.
Памукџије су се првовремено били само трговци памуком, па су временом почели да израђују и неке предмете од памука за кућне потребе, попут јоргана и шиљтета за седење. Тако је настао изузетно цењен халачки, памучарски занат, који је временом постајао све траженији. Вештији халачи су изузетно добро живели од свог заната, а најпознатији међу њима били су вешти и у изради изузетно топлих одевних предмета, које су прошивали памуком.  
У исти еснаф са халачима спадају и пуцари, који нису држали радње, него су путујући ишли од куће до куће, где су нудили услуге пуцања вуне која се касније користила за постављање јоргана и душека. 